# Александров (град)
Вижте пояснителната страница за други значения на Александров.
Александров (на руски: Александров) е град в Русия, административен център на Александровски район, Владимирска област. Населението на града към 1 януари 2018 година е 59 036 души.